# Малечник
Малечник (на словенски: Malečnik) е село в Словения, Подравски регион, община Марибор. Според Националната статистическа служба на Република Словения през 2002 г. селото има 2726 жители.